# Futebol nos Jogos da Lusofonia de 2014
O futebol nos Jogos da Lusofonia de 2014 foi disputado em duas sedes: o Estádio Fatorda, em Margão e o Estádio Tilak Maidan, em Vasco da Gama. Apenas um torneio masculino com seis equipes foi realizado.

## Calendário
| Futebol   | Janeiro | Janeiro | Janeiro | Janeiro | Janeiro | Janeiro | Janeiro | Janeiro | Janeiro | Janeiro | Janeiro | Janeiro |
| Futebol   | 18      | 19      | 20      | 21      | 22      | 23      | 24      | 25      | 26      | 27      | 28      | 29      |
| --------- | ------- | ------- | ------- | ------- | ------- | ------- | ------- | ------- | ------- | ------- | ------- | ------- |
| Masculino |         |         |         |         |         |         |         |         |         |         | 1       |         |

|  | Dia de competição |  | Dia de final |

## Participantes
| Delegação               | M |
| ----------------------- | - |
| IND Índia               | P |
| MAC Macau               | P |
| MOZ Moçambique          | P |
| LKA Sri Lanka           | P |
| STP São Tomé e Príncipe | P |
| TLS Timor Leste         | P |

 Angola,  Brasil,  Cabo Verde,  Guiné-Bissau e  Portugal, não enviaram atletas para este esporte.

## Medalhistas
| Evento    | Ouro      | Prata          | Bronze        |
| --------- | --------- | -------------- | ------------- |
| Masculino | IND Índia | MOZ Moçambique | SRI Sri Lanka |